# 303 a.C.

## Eventos
- Sérvio Cornélio Lêntulo e Lúcio Genúcio Aventinense, cônsules romanos.